# Convention de règlement relative aux pensionnats indiens
La Convention de règlement relative aux pensionnats indiens (terme pejoratif)  (en anglais : Indiens Residential Schools Settlement Agreement) est un accord entre le gouvernement du Canada et environ 86 000 membres des Autochtones du Canada qui, à un moment ou un autre, ont fréquenté les pensionnats pour Autochtones, réseau qui a fonctionné de 1879 à 1996. La Convention reconnaît que ces pensionnats ont lésé les victimes et fixe une indemnisation d'un montant de 1,9 milliard de dollars, appelée PEC (Paiement d'expérience commune), à titre de réparation pour tous les anciens élèves internés,. Cet accord, annoncé en 2006, est le plus important règlement d'un recours collectif dans l'histoire du Canada,. En mars 2016, 79 309 anciens élèves ont reçu un total de 1 622 422 106 dollars.